# Herczeg Vilmos
Herczeg Vilmos, Herskovits (Budapest, 1883. szeptember 6. − Szeged, 1965. december 30.) színész. 

## Pályafutása
Herskovits Franciska fiaként született. Színpadra lépett 1903. március 1-jén, Halmai Imrénél, Trencsénben. Állomásai: Farkas Ferenc dr., Szabados László, Heves Béla, Komjáthy János, Sebestyén Géza, Palágyi Lajos, Andor Zsigmond és Faragó Ödön társulatai, valamint a Szegedi Városi Színház, Felsőmagyarország, Szatmár, Kassa, Brassó, Temesvár, Buda, Miskolc, Szeged voltak. Szerepei: Peleskei nótárius, Orgon (Tartuffe), Tiborc (Bánk bán), Pópa (Elnémult harangok), A tanító (Süt a nap), Öreg bíró (Pártütők), Pyber (Ocskay), Gonosz Pista (A falu rossza), Csorba Márton (Sárga csikó), Zsupán (Cigánybáró), Bubenyik (Noszty-fiú). A Szegedi Városi Színház 1928. március 1-jén ünnepelte a művész színészkedésének 25. évfordulóját, mely alkalommal Szeged szabad királyi város tanácsa a szegedi színház örökös tagjává nevezte ki. Felesége Reviczky Etel volt, a szegedi városi színház tagja. Herskovits családi nevét 1910-ben Herczegre változtatta.

## Családja
Felesége Katona Irén volt, akivel már özvegyként 1941. október 28-án kötött házasságot Gyálán.